# 承子女王
承子女王（1986年3月8日—），日本皇族。為高圓宮憲仁親王與憲仁親王妃久子之長女，有二妹千家典子、守谷絢子。同時也是大正天皇的曾孫女、今上天皇德仁的堂妹。皇室典範敬稱殿下。徽印為荻。勲等勲章是寶冠牡丹章。

## 經歷
1986年（昭和61年）3月8日，承子女王在祖母崇仁親王妃百合子擔任總裁的社會福利法人恩賜財團母子撫育會綜合母子保健中心愛育醫院誕生。就讀松濤幼兒園，經過學習院初等科、女子中等科、女子高等科。大學進入學習院女子大學國際文化交流學部就讀。
2004年（平成16年）4月13日，至英國的愛丁堡大學留學，學習犯罪心理學。
在愛丁堡大學入學前開始一邊家庭寄宿，一邊進行著語言進修。後受到愛丁堡大學的推薦，2005年3月，自學習院女子大學退學，到愛丁堡大學人文科學社會學部就讀。
2006年（平成18年）3月8日，進行成年禮，明仁天皇賜予宝冠牡丹章。之後，成年皇族必須在宮中行事、祭祀等場合出席。同年6月，作為日本皇室代表至盧森堡慶祝盧森堡大公亨利與大公夫人銀婚周年紀念。
2008年（平成20年）7月，自愛丁堡大學中途退學，回到日本。
同年9月，進入早稻田大學國際教養學部學習，
2013年畢業。亦入選美國富比世雜誌「The 20 Hottest Young Royals」，是根據未婚皇族中「國際網路與媒體影響力」的排名。
2013年（平成25年）4月，就職於日本聯合國兒童基金會委員會。
同年8月，至斯里蘭卡進行海外訪問。

## 外部連結
- 高円宮家 - 宮内庁 （页面存档备份，存于）